# Sejm warszawski 1572
Sejm 1572 – sejm zwyczajny Rzeczypospolitej Obojga Narodów, zwołany 5 sierpnia 1571 roku w Warszawie.
Sejmik proszowski odbył się 19 grudnia 1571 roku.
Marszałkiem sejmu obrano Mikołaja Grzybowskiego, podkomorzego warszawskiego. Obrady sejmu trwały od 12 marca 1572 do 28 maja 1572 roku.